# Sundskär, Gustavs
Sundskär (finska: Sunskeri) är en ö i Finland. Den ligger i Skärgårdshavet och i kommunen Gustavs i den ekonomiska regionen  Nystadsregionen i landskapet Egentliga Finland, i den sydvästra delen av landet. Ön ligger omkring 58 kilometer väster om Åbo och omkring 210 kilometer väster om Helsingfors.
Öns area är 20,3 hektar och dess största längd är 1 kilometer i nord-sydlig riktning.